# Світличний Євген Іванович
Євге́н Іва́нович Світли́чний, (нар. 1 червня 1948, Каунас) — український художник, один з провідних учасників неформального мистецтва. Його ім'я у Харкові віддавна пов'язують з contemporary art, себто найбільш радикальним напрямком сучасного мистецтва.

## Життєпис
Світличний народився у м. Каунасі, Литовська РСР, у 1948 році. У 1973 році він закінчив Київський державний художній інститут, у якому вчився на факультеті живопису. Його наставниками були К. Трохименко та О. Пламеницький.

З 1984 року живе і працює у Харкові. Останні 20 років викладав на кафедрі образотворчого та декоративного мистецтва архітектурного факультету Харківського національного університету будівництва й архітектури.

## Творчість
Починаючи з 1980 р. він є і завжди був активним учасником міжнародних і всеукраїнських виставок.
Перша персональна виставка Є. Світличного проходила в Києві у 1986 році. Перша публікація його робіт була в журналі Кафедра, ч. 9, 1989 р.
Разом зі своїм колегою Володимиром Шапошниковимпрацювали над спільним проєктом, у якому вони обмінювалися ескізами і завершували таким чином картини один одного. Проєкт, в результаті якого було створено майже 200 робіт, тривав від 1986 до 1999 року.
«Актуальне опрацювання абстрактної творчості Є. Світличного 1968-2000-х років дає можливість зробити певні порівняння та узагальнення. Зокрема, прагнення сучасного українського художника до індивідуальної „надмови“ творчого спілкування можна було б зіставити із новаторським досвідом „зауми“ початку ХХ століття. Орієнтація на створення архетипів позапланетарних масштабів, заумних суджень, надривності, ставлення до мистецтва, як до категорії інтелектуальної комунікації — усі ці характеристики впродовж століття визначали настрої авангардних напрямів 1910-1920-х років. Сьогодні вони звели до спільного знаменника психологізм експресіонізму, казковість сюрреалізму та бунтарський дух авангарду у творчості харківського абстракціоніста Є. Світличного, що можна вважати одним із показників великих „дерзань“, як це назвав свого часу М. Семенко».

## Приватне життя
Одружений з Євгенією Світличною — філологинею, спеціалістом з класичної філології і авторкою понад 80 наукових праць. У них троє синів: Борис Світличний — військовий, Олександр Світличний — хірург, Іван Світличний — художник.

## Головні персональні виставки
- «Іншому собі», галерея «Масло», Хмельницький, Україна. (2020)
- Це коло ти залишиш, спільно з В. Шапошниковим, Національний художній музей України, Київ, Україна. (2020)
- Євген Світличний, виставка «Бабаї: малярські міфологеми», Центр сучасного мистецтва ЄрмиловЦентр, Харків, Україна. (2019)
- «Великий Перевіз», Музеї Івана Гончара, Київ, Україна. (2017)
- Проєкт «Апокрифи», галерея Дзиґа, Львів, Україна. (2016)
- «Скалки буття», Харківська міська художня галерея ім. В. Васильківського Харків, Україна (2015)
- Цикл «20 картин», Євген Світличний, Цикл «20 картин» Центр сучасного мистецтва ЄрмиловЦентр, Харків, Україна. (2014)
- Проєкт «Тец-3», Музей сучасного українського мистецтва, Київ, Україна. (2012)
- Проєкт «Апокрифи», Харківський художній музей, Харків, Україна. (2011)
- «Клумба», Харківська міська художня галерея ім. В. Васильківського, Харків, Україна (2009)
- Проєкт «Велика рукописна книга», «Глава друга», Харківська муніципальна галерея, Харків, Україна. (2007)
- Проєкт «Велика рукописна книга», «Глава перша», Харківська муніципальна галерея, Харків, Україна. (2005)
- Проєкт «1 + 1 = 1», спільно з В. Шапошніковим, Будинок Художника, Харків, Україна. (1999)
- Проєкт «Моя перша книжка», Будинок Художника, Харків, Україна. (1996)
- «Вершники. Дике поле», Манеж, Москва, Росія. (1993)
- «Візантійські мотиви», Центр Стаса Наміна, Москва, Росія. (1992)
- Проєкт «Бомбісти», міжнародний фестиваль галерей «АРТ-МІФ 91», Манеж, Москва, СРСР. (1991)
- «Театр. Іспанські мініатюри», Будинок кіно, Київ, УРСР. (1987)